# David Gaunt
David Gaunt, född 3 september 1944, är en svensk historiker. Han är professor i historia vid Södertörns högskola. 

## Biografi
Gaunt doktorerade 1975 i historia vid Uppsala universitet med Utbildning till statens tjänst: en kollektivbiografi av stormaktstidens hovrättsauskultanter. Han har länge bedrivit forskning kring vad som verkligen hände den kristna befolkningen 1915-1916 i sydöstra Turkiet, under vad som kallas armeniska, assyriska/syrianska och pontisk-grekiska folkmorden. 2006 kom han ut med Massacres, resistance, protectors: muslim-christian relations in Eastern Anatolia during world war I som bland annat beskriver hur turkar tillsammans med kurdiska stammar genomförde nästan 200 massakrer på assyrier, syrianer och armenier under åren 1915-1916. Gaunt beskriver noggrant hur förövarna gick till väga by för by.
Gaunt har vidare forskat om den politiska inställningen till åldrandet i Sverige, manlighetens idéhistoria, föreställningar om svenskhet, med mera.